# Åsljunga
Åsljunga – miejscowość (tätort) w Szwecji, w regionie administracyjnym (län) Skania, w gminie Örkelljunga.
Według danych Szwedzkiego Urzędu Statystycznego liczba ludności wyniosła: 738 (31 grudnia 2015), 798 (31 grudnia 2018) i 791 (31 grudnia 2019).